# 일탄선
일탄선(日炭線)은 조선민주주의인민공화국 함경북도 길주군에 있는 로동역과 일탄역을 연결하는 철도노선이다.

## 노선 정보
- 구간과 거리: 로동역~일탄역(거리는 미상)
- 역 수: 2개(양단역 포함)
- 궤도 간격: 1435mm(표준궤)
- 전철화 구간: 전 구간(직류 3000V)
- 복선 구간: 없음

## 역 목록
| 역이름     | 영업거리 (km) | 접속노선 | 소재지          |
| ---------- | ------------- | -------- | --------------- |
| 로동(蘆洞) | 0.0           | 평라선   | 함경북도 길주군 |
| 일탄(日炭) |               |          | 함경북도 길주군 |